# Chris Wolstenholme
Christopher Anthony Wolstenholme (Rotherham, 2 dicembre 1978) è un polistrumentista e cantante britannico, noto per essere il bassista dei Muse.

## Biografia
Wolstenholme nasce e cresce a Rotherham, prima di trasferirsi a Teignmouth (Devon) nel 1989. Nei primi anni novanta, suonava la batteria in un gruppo locale chiamato Fixed Penalty, mentre Matthew Bellamy e Dominic Howard, i suoi futuri compagni nei Muse, ne avevano un altro denominato Carnage Mayhem. Il gruppo di Matt e Dom continuava a cambiare bassista e, dopo due anni di fallimenti, decisero di chiamare Chris. Con grande spirito di sacrificio abbandonò la batteria e iniziò a suonare il basso. Il trio si rinominò così Rocket Baby Dolls, che in seguito divenne Muse.
Wolstenholme ha sei figli con la prima moglie Kelly: Alfie (1999), Ava-Jo (2001), Frankie (2003), Ernie (2008), Buster (2010) e Teddi Dorothy (2012). L'attuale moglie Caris Ball, ha dato alla luce a marzo 2020 la settima figlia, Mabel Aurora, e il 29 ottobre 2021 nasce il suo ottavo figlio Duke Buddy Ball Wolstenholme.
Nel 2004, durante il The Cure's Curiosa Festival, Wolstenholme si ruppe il polso giocando a football con The Cooper Temple Clause, rimanendo impossibilitato a suonare. Per questo motivo il gruppo, in occasione del V Festival 2004 e in alcune date successive, reclutò Morgan Nicholls degli Streets) al basso, mentre Wolstenholme fu relegato alla tastiera.